# أشوك كومار (لاعب غولف)
أشوك كومار (بالإنجليزية: Ashok Kumar)‏ هو لاعب غولف هندي، ولد في 20 يوليو 1983 في بهار في الهند.